# Heimioporus subretisporus
Heimioporus subretisporus är en svampart som först beskrevs av Corner, och fick sitt nu gällande namn av E. Horak 2004. Heimioporus subretisporus ingår i släktet Heimioporus och familjen Boletaceae.   Inga underarter finns listade i Catalogue of Life.